# Mitar Milinković
Mitar Milinković (cyr. Митар Милинковић ;ur. 29 grudnia 1971) – serbski judoka, reprezentujący także Jugosławię oraz Serbię z Czarnogórą. Dwukrotny olimpijczyk. Zajął 21. miejsce w Barcelonie 1992 i Atlancie 1996. Walczył w wadze ciężkiej.
Siódmy na mistrzostwach świata w 1991; uczestnik zawodów w 1995. Startował w Pucharze Świata w latach: 1991, 1992, 1995–1997, 2000 i 2004. Zajął piąte miejsce na mistrzostwach Europy w 1991 i 1992. Brązowy medalista igrzysk śródziemnomorskich w 1991, a także Uniwersjady w 1995.

## Letnie Igrzyska Olimpijskie 1992
| Konkurencja | Eliminacje                           | Klas. końcowa |
| Konkurencja | Przeciwnik I                         | Miejsce       |
| ----------- | ------------------------------------ | ------------- |
| +95 kg      | Badmaanjambuugijn Bat-Erdene (MGL) P | 21.           |

## Letnie Igrzyska Olimpijskie 1996
| Konkurencja | Eliminacje         | Klas. końcowa |
| Konkurencja | Przeciwnik I       | Miejsce       |
| ----------- | ------------------ | ------------- |
| +95 kg      | Imre Csősz (HUN) P | 21.           |